# Banknote

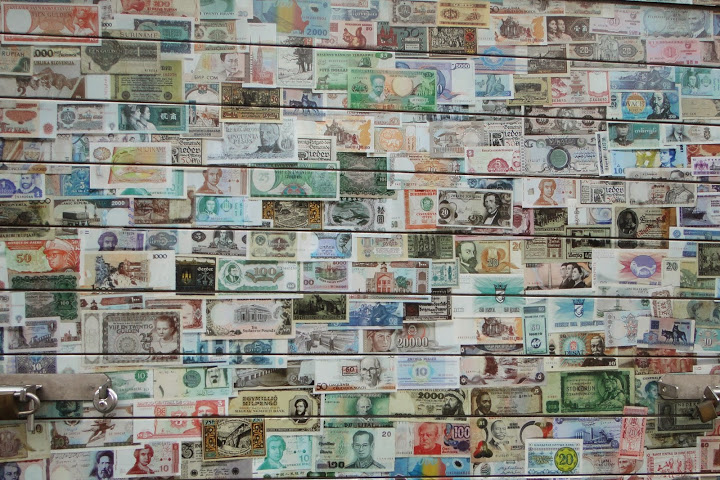
Poster mit Banknoten aus vielen Ländern

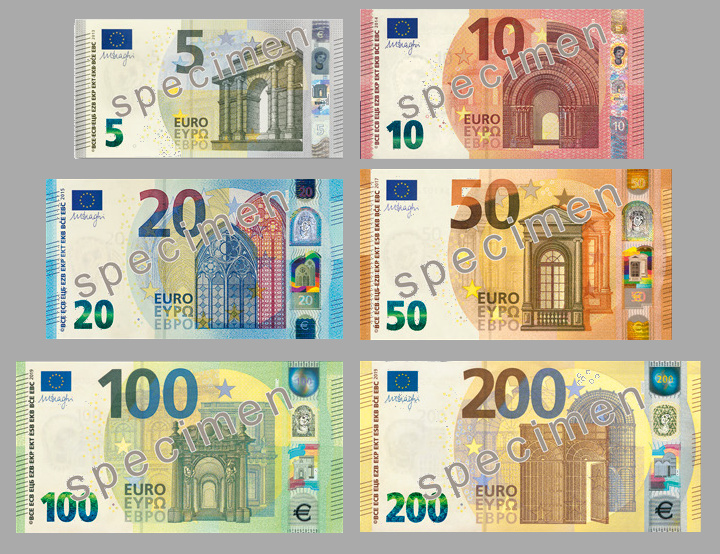
Eurobanknoten der Serie ES2

Eine Banknote ist eine Urkunde, die in einem bestimmten Land oder Währungsraum als (in der Regel gesetzliches, als reines Kreditgeld vom Staat garantiertes) Zahlungsmittel dient, von einer autorisierten Institution (Notenbank, Zentralbank) ausgegeben wird und auf einen runden Nominalwert einer Währungseinheit lautet.
Umgangssprachlich werden Banknoten aufgrund ihrer Beschaffenheit als Papiergeld oder Geldscheine bezeichnet. Banknoten zählen neben Münzen zum Bargeld.

## Allgemeines
Jeder Währungsraum hat seine eigenen Banknoten, die von einer Zentralbank herausgegeben werden. Normalerweise ist ein Währungsraum mit dem Territorium eines Staates identisch. Ausnahmen bilden hier derzeit die Eurobanknoten sowie die Banknoten des ostkaribischen Raumes und der west- und zentralafrikanischen Staaten, die von mehreren Staaten gemeinsam herausgegeben und genutzt werden. In Hongkong liegt das Notenausgaberecht – weltweit einmalig – bei den drei Geschäftsbanken Hongkong and Shanghai Banking Corporation, Standard Chartered Bank und Bank of China. Heute werden Banknoten nur noch in Schottland, Nordirland und Macau sowie in diversen unselbständigen Gebieten (z. B. St. Helena und Ascension) auch von „reinen“ Privatnotenbanken herausgegeben.
Die wertvollsten im Umlauf befindlichen Banknoten sind der (seit 1934 nicht mehr ausgegebene) 10.000 US-Dollar-Schein, gefolgt vom 10.000-Brunei-Dollar-Schein und dem 10.000-Singapur-Dollar-Schein. Beide haben, da deren Währungen 1:1 gekoppelt sind, einen Wert von 6.670 Euro bzw. 6.234 Franken (Stand 4. Juli 2025). Der Singapur-Dollar-Schein wird seit 2014, der Brunei-Dollar seit 2022 nicht mehr produziert, befindet sich aber weiterhin im Umlauf. Sie werden hauptsächlich für Interbankengeschäfte genutzt. Dahinter folgt die 1000-Franken-Note (1.070 Euro) aus der Schweiz, bis 2013 der lettische 500-Latu-Schein (711 Euro bzw. 872 Franken per 31. Dezember 2013) sowie der 500-Euro-Schein (467 Franken). Der bis 1945 gedruckte 100.000 US-Dollar-Schein ist ebenfalls ein nach wie vor gültiges Zahlungsmittel, wurde aber nie im privaten Zahlungsverkehr verwendet.
Auf der anderen Seite haben die höchsten Nominale von vielen stark von Inflation betroffenen Währungen eine vergleichsweise geringe Kaufkraft. So war bis zur Einführung des 5.000-Soʻm-Scheines (0,36 Euro bzw. 0,33 Franken) im Jahr 2013 der 1.000-Soʻm-Schein die höchste Banknote in Usbekistan mit einem Gegenwert von 0,30 Euro. Insbesondere die Barzahlung größerer Beträge in Landeswährung ist daher in diesen Staaten umständlich.
Zählt man auch die nicht im Umlauf befindlichen Noten dazu, wären die 1-Million- und die 100-Millionen-Pfund-Noten (Kurswerte) der Bank of England zu erwähnen. Als ein Kuriosum kann auch der 100-Billionen-Dollar-Schein aus Simbabwe bezeichnet werden. Die Inflation des Landes war kurz vor der Totalentwertung der Währung auf 79,6 Mrd. Prozent gewachsen.

## Gesetzliches Zahlungsmittel
Die Zentralbank als Emittent gewährleistet einen Rechtsanspruch des Banknoteninhabers auf eine Gegenleistung. Je nach Ausgestaltung kann dies ein Umtauschrecht in Sachwerte (z. B. in Goldmünzen, wie bei der Reichsmark) oder das Recht auf Werthaltigkeit (zum Beispiel Deutsche Mark, Euro) sein. Weil nach dem aktuellen Währungsrecht keine Einlösungspflicht der ausstellenden Notenbank besteht, ist diese damit auch nicht an ein Recht auf Eintausch in Waren oder Dienstleistungen gebunden. Jeder Geldschuldner hat das Recht, seine Verbindlichkeiten mit Banknoten zu begleichen. Jeder Gläubiger von Geldschulden ist verpflichtet, Banknoten in unbegrenzter Stückzahl und Betragshöhe anzunehmen (Annahmezwang). Banknoten verbriefen kein eigenständiges Forderungsrecht, sondern stellen einen Wert dar, der auf dem Vertrauen gegenüber der ausgebenden Notenbank bzw. der Aufrechterhaltung der Zahlungsfunktion der Banknote beruht.
Gesetzliches Zahlungsmittel sind die mit Gesetzeskraft zur rechtswirksamen Erfüllung von wirtschaftlichen Guthaben vorgeschriebenen und daher in großen Mengen zirkulierenden Banknoten (und Münzen) eines Staates. Der Staat „hatte durch seine Gesetzgebung … in der Hand, festzusetzen, was als Zahlungsmittel genommen werden müsse im Tauschverkehr…“ Mit einem gesetzlichen Zahlungsmittel „müsse sich jeder zufriedengeben, wenn er darin bezahlt worden sei.“ Beim gesetzlichen Zahlungsmittel nutzt der Staat seine hoheitliche Aufgabe, die Währung des Staates innerhalb der Währungsverfassung zu bestimmen, zu organisieren und als Zahlungsmittel vorzuschreiben. Der sich daraus ableitende Annahmezwang für Gläubiger ist bei Banknoten unbeschränkt, während er in den meisten Ländern bei Münzen administrativ beschränkt ist.

## Rechtsfragen
Nach Art. 128 Abs. 1 AEUV (umgesetzt in Deutschland durch § 14 Abs. 1 BBankG) sind auf Euro lautende Banknoten für die Mitgliedstaaten der Europäischen Union, deren Währung der Euro ist, das einzige unbeschränkte gesetzliche Zahlungsmittel. Es wird von der EZB und der Deutschen Bundesbank ausgegeben. Da die nationalen Gesetze davon ausgehen, dass Geldschulden mit gesetzlichen Zahlungsmitteln – und damit in Bargeld – beglichen werden, sind sie in Euronoten (oder -münzen) zu bezahlen. In Deutschland sind alle aus Verträgen erwachsenen Geldschulden (wie etwa aus einem Kaufvertrag) in Bargeld zu bezahlen. Dass in einer modernen Volkswirtschaft die meisten Transaktionen bargeldlos abgewickelt werden, wird rechtlich über die so genannte Bringschuld konstruiert.
Auch in fast allen anderen Ländern werden Banknoten als gesetzliches Zahlungsmittel festgelegt. Der US-Dollar wird in Title 31 Section 5112 des United States Code als gesetzliches Zahlungsmittel (legal tender) für alle Schulden, öffentliche Gebühren und Steuern bestimmt. Nach Art. 2 des Bundesgesetzes über die Währung und die Zahlungsmittel (WZG) sind Banknoten in Schweizer Franken das gesetzliche Zahlungsmittel in der Schweiz, aber auch auf Franken lautende Sichtguthaben bei der Schweizerischen Nationalbank. Die von der Bank of England ausgegebenen Banknoten sind nach Chapter 12  Section 1 (2) des Currency and Bank Notes Act vom 10. Februar 1954 legal tender allerdings nur in England und Wales. In Schottland und Nordirland existiert pro forma kein gesetzliches Zahlungsmittel in Papierform, es gibt hier auch sogenannte Privatnotenbanken.
Banknoten besitzen als gesetzliches Zahlungsmittel im Allgemeinen die höchste Verkehrsfähigkeit. Sie werden in Deutschland nach § 935 Abs. 2 BGB den Inhaberpapieren gleichgestellt und können daher einfach durch Einigung und Übergabe übereignet werden (§ 929 BGB). Das gilt sogar dann, wenn die Banknoten dem früheren Eigentümer gestohlen worden, verloren gegangen oder sonst abhandengekommen waren (§ 935 Abs. 2 BGB).
Banknoten müssen, um als Zahlungsmittel zu gelten, echt sein. Echtheit liegt nur dann vor, wenn sie von der zur Ausgabe autorisierten Stelle (Zentralbank) in den Verkehr gebracht wurden. Alle übrigen Banknoten gelten als Geldfälschung, die in Deutschland nach § 146 StGB strafbar ist (siehe Falschgeld). Geldfälschung wird auch international schwer bestraft. Gefälschte Banknoten können keine Zahlungsmittelfunktion entfalten, sie sind wertlos. Das gilt auch für den unbescholtenen Bürger, der unbewusst gefälschte Banknoten weitergibt. Nach Artikel 6 Abs. 1 der Verordnung (EG) 1338/2001 verpflichten sich Kreditinstitute, alle Euro-Banknoten und -Münzen, die sie erhalten haben und von denen sie wissen, oder ausreichende Gründe zu der Annahme haben, dass es sich um Fälschungen handelt, aus dem Verkehr zu ziehen. Sie übermitteln die betreffenden Banknoten und Münzen unverzüglich den zuständigen nationalen Behörden.
Um Fälschungen vorzubeugen, werden Banknoten heute meist in speziellen Sicherheitsdruckereien hergestellt, deren Prozesse und Technologien dem Anspruch der Auftraggeber entsprechen, beispielsweise durch zertifizierte Prozesse nach CWA 14641:2009 oder ISO 14298.

## Material

Reichsbanknoten aus dem Jahre 1910

Banknoten bestanden ursprünglich aus Papier – manchmal auch aus feinem Stoff – und werden in vielen Ländern noch immer auf Papier gedruckt, es können jedoch auch andere Materialien verwendet werden (zum Beispiel Kunststoff, Polymer). Das Material der Eurobanknoten besteht aus Sicherheitspapier basierend auf Baumwollfasern.
Banknoten aus Polymer haben den Vorteil einer längeren Haltbarkeit, sind allerdings in ihrer Herstellung teurer als Papiergeldscheine. Hitzeeinwirkung über 120 °C (z. B. beim Bügeln von Wäsche) kann sie beschädigen und stark schrumpfen, bei Alterung werden sie spröde und können leicht zerreißen. Polymerbanknoten sind in Europa erstmals in Rumänien ausgegeben worden. In Nordirland gab die Northern Bank zur Feier des neuen Jahrtausends eine Fünf-Pfund-Banknote aus Kunststoff aus. Im September 2016 hat die Bank of England mit einem um 15 % kleineren „Fiver“ erstmals eine Kunststoff-Banknote herausgegeben.
Außerhalb Europas sind Polymerbanknoten vor allem in tropischen und subtropischen Ländern anzutreffen. Vollständig auf Kunststoffgeldscheine umgestellt haben Australien als Vorreiter sowie Neuseeland, Papua-Neuguinea, Brunei, Vietnam, Rumänien und Kanada. Zahlreiche weitere Länder haben bisher nur einige oder einzelne Nennwerte umgestellt oder spezielle Gedenkscheine aus Kunststoff herausgegeben. In einigen Ländern waren Polymerbanknoten nur vorübergehend in Gebrauch, zum Beispiel in Sambia (siehe Sambischer Kwacha).
Einer der führenden Hersteller von Banknoten- und Sicherheitspapier ist die Papierfabrik Louisenthal, ein Tochterunternehmen von Giesecke+Devrient, mit Produktionsstätten in Gmund am Tegernsee und Königstein (Sächsische Schweiz).

## Sicherheit
Die Herausgeber von Banknoten versuchen, ihre Geldscheine schwer kopierbar zu machen. Fälscher haben von jeher versucht, Banknoten nachzumachen und in Verkehr zu bringen. Moderne Banknoten enthalten daher abgestufte Sicherheitsmerkmale, die die Fälschung von Banknoten erschweren und die Prüfung von echten Banknoten unterstützen.
Die erste Sicherheitsstufe umfasst Eigenschaften, die visuell oder taktil ohne Hilfsmittel erkennbar sind. Hierzu gehören das Substrat, das Wasserzeichen, der Stahlstich-Tiefdruck, das Durchsichtsregister, der eingebettete Sicherheitsfaden, optisch variable Druckfarben (Optically Variable Ink) und DOVIDs, die mittels Farbkopiergeräten nicht reproduziert werden können. Im Jahre 1988/1989 wurde mit der österreichischen 5000-Schilling-Banknote erstmals in der Geschichte des Banknotendrucks ein DOVID (Kinegramm) auf einer Papiernote verwendet. Dies ist die Weichenstellung in Richtung der Verwendung optischer Merkmale, denn weltweit folgt man nun diesem Beispiel (zum Beispiel Euro).
Die zweite Sicherheitsstufe bilden Verfahren, die nur schwierig zu kopieren, aber mit einfachen Hilfsmitteln nachzuweisen sind. Hierzu gehören Mikroschrift (Nachweis mit einer Lupe), Guillochen – Muster aus feinen Linien, die sich teilweise überlagern oder Lücken bilden und so einen räumlichen Eindruck erzeugen (Nachweis mit einer Lupe) – und fluoreszierende oder phosphoreszierende Muster (Nachweis mit einem UV-Prüfgerät). Für maschinelle Prüfungen durch Sortiermaschinen oder Einzahlungsgeräte (Verkaufsautomaten) gibt es darüber hinaus unsichtbare Sicherheitsmerkmale, die entweder als Bestandteil des Substrats (Papier oder Polymer) oder der Druckfarben eingebracht werden. Hierzu gehören die physikalisch messbaren Eigenschaften des Sicherheitsfadens oder der Druckfarben.
Die höchste Sicherheitsstufe verwendet Materialien, deren Zusammensetzung und Nachweisverfahren nur dem Hersteller und der Zentralbank bekannt sind. Als Banknote mit dem weltweit höchsten Sicherheitsniveau gilt der Schweizer Franken.

## Geschichte der Banknote
Mit dem Aufschwung des Handels sowie dem steigenden Wert einzelner Transaktionen wurden zunehmend größere Mengen an Münzen benötigt. Aufgrund der relativ hohen Fälschungsgefahr konnten Münzen nicht mit beliebig hohem Nennwert ausgestattet werden. Bei großen Geldbeträgen war der Gebrauch von Münzen wegen der hohen Anzahl benötigter Einzelmünzen unhandlich, so dass sich die Notwendigkeit eines bequemeren Zahlungsmittels ergab. Sowohl diese Notwendigkeit als auch Geldsorgen von Fürsten haben die Entwicklung des Papiergelds als einer neuen Zahlungsform eingeleitet, die heute jedoch selbst zunehmend durch elektronische Girokonten, Geld- und Kreditkarten übernommen wird.

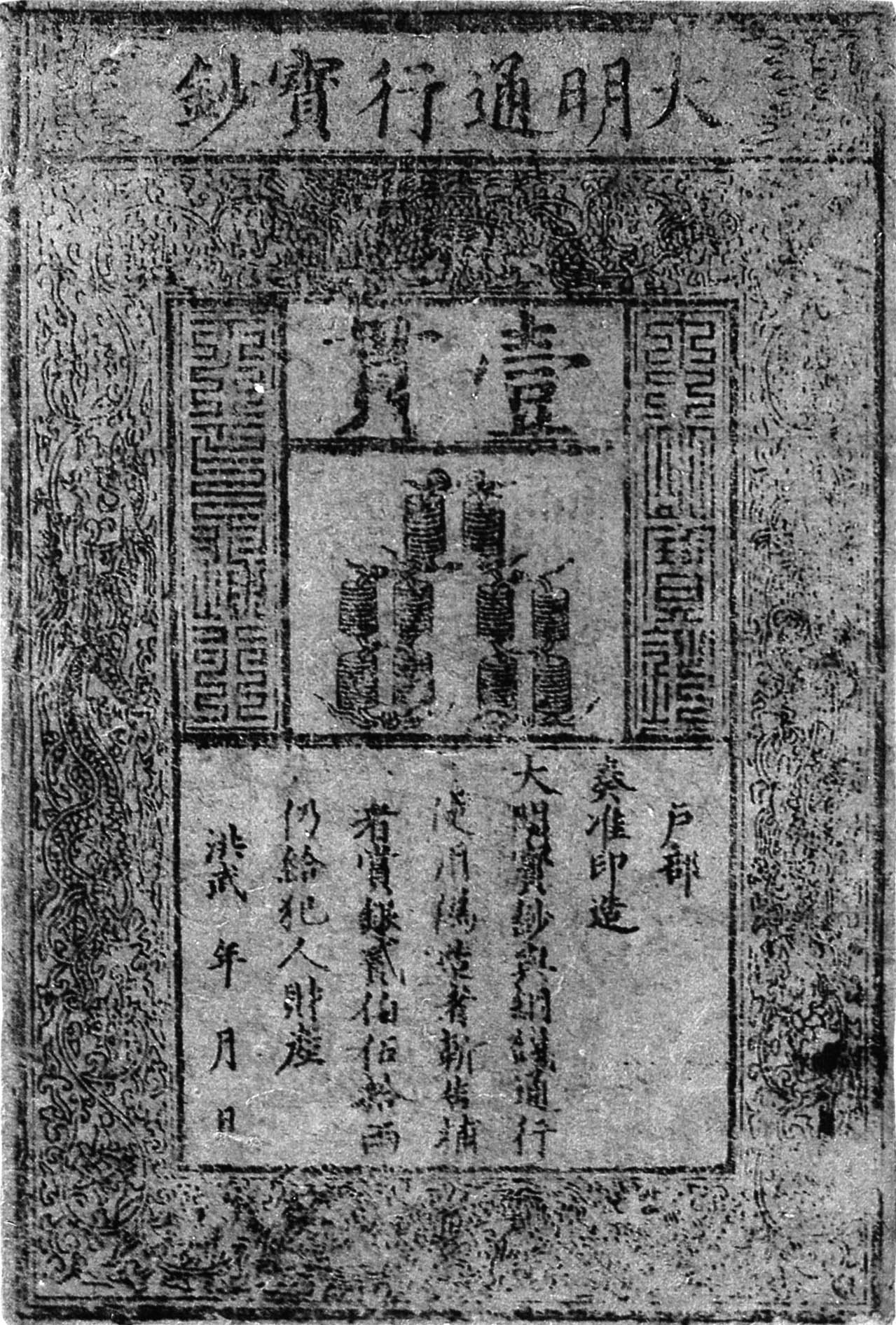
Papiergeld der Hongwu-Ära, ca. 1380

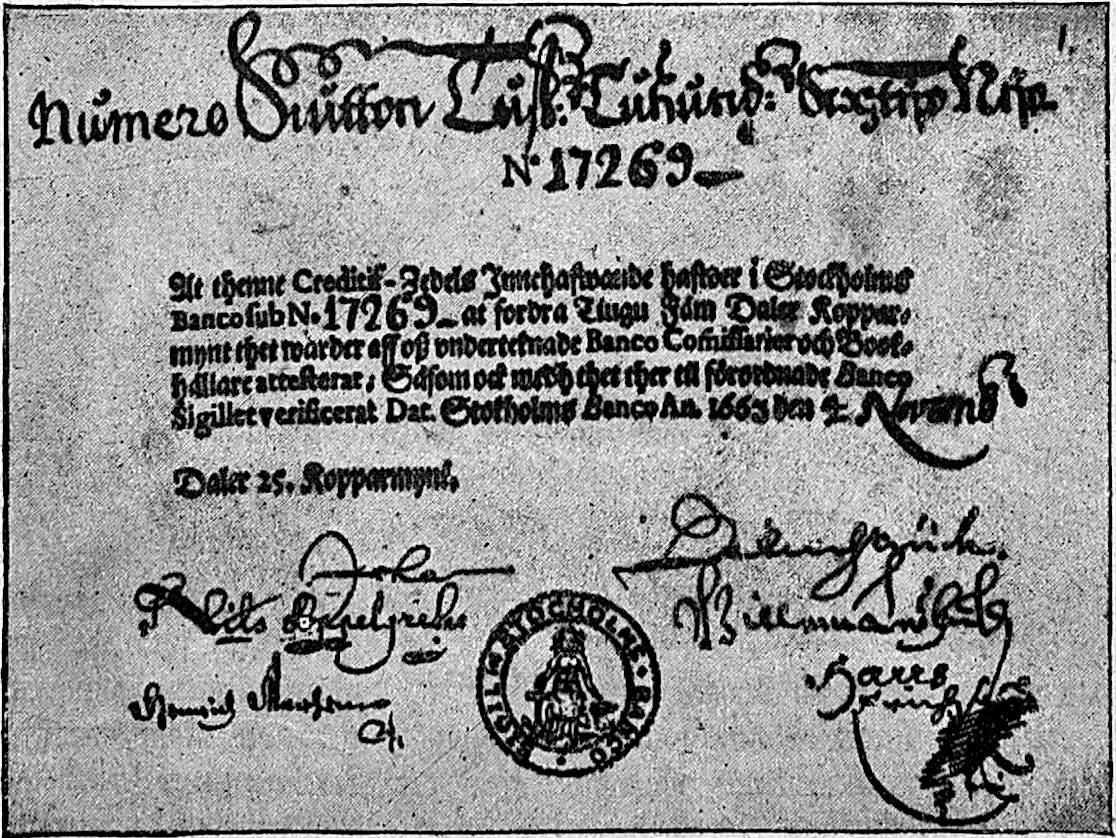
Schwedische Banknote, 1663

### China
China ist das erste Land der Welt, in dem Papiergeld genutzt wurde. In der westchinesischen Stadt Chengdu wurde Papiergeld bereits in der frühen Nördlichen Song-Dynastie (960–1127) herausgegeben. Um 1024 wurde Papiergeld als Notgeld zur Finanzierung eines Krieges eingesetzt, als Münzen knapp geworden waren. Marco Polo entdeckte 1276 auf einer seiner Reisen kaiserliche Banknoten aus Papier, die als allgemeines Zahlungsmittel verwendet wurden. Die Akzeptanz des Papiergelds als Zahlungsmittel wurde aber durch den Herrscher Kublai Khan erzwungen: Wer Papiergeld als Zahlungsmittel ablehnte, wurde mit dem Tod bestraft.
1402 wurde in China das Papiergeld wieder abgeschafft, da es oft vorkam, dass Kaiser gewaltige Mengen von Banknoten drucken ließen, ohne deren Deckung zu beachten. Es war daher in China immer wieder zu starker Inflation gekommen.

### Erste Banknoten in Europa
In Europa wurde Papiergeld erst viel später eingeführt. So fand die erste Ausgabe von Papiergeld 1483 in Spanien statt. Diese Belagerungsscheine waren damals jedoch (vorübergehender) Ersatz für fehlendes Münzgeld.
Die Bank von Amsterdam begann ab 1609 mit der Schaffung von Buchgeld, ging hierbei aber sehr umsichtig vor, indem das Geldinstitut jahrzehntelang auf jederzeit ausreichende Deckung durch Münzen achtete.
Am 16. Juli 1661 wurden durch die Bank von Stockholm, eine private Notenbank, die ersten offiziellen Banknoten in Europa emittiert – jedoch mangels Vertrauens mit mäßigem Erfolg.
In England erteilte König William 1694 dem schottischen Kaufmann Paterson als Gegenleistung für einen Großkredit die Genehmigung zur Gründung der Bank of England und das Recht zur Ausgabe von (anfangs handgeschriebenen) Banknoten.
In Deutschland erschienen die ersten „Bancozettel“ in Köln, ausgegeben von der dort ansässigen „Banco di gyro d’affrancatione“, die am 2. März 1705 auf Vorschlag des Kurfürsten Johann Wilhelm II. gegründet wurde. Der Kölner Hofbankier Johann Heinrich Sybertz (oder Siebertz) gab 1705 in Köln das erste deutsche Papiergeld aus und löste es zu „Cölln auf der Hohen Pforten“ ein. Schon 1713 urteilte das Reichskammergericht, dass staatliche „banco zetteln“, die in diesem Fall von der kurpfälzischen Bank zu Köln herausgegeben worden waren, als Zahlungsmittel akzeptiert werden müssten.
Im 16./17. Jahrhundert nahmen Banken Münzgeld gegen Quittung in Verwahrung. Die Quittungen wurden als Zahlungsmittel verwendet. Sie gaben ihren Inhabern das Recht, von dazu verpflichteten Banken bzw. Juwelieren jederzeit die Hergabe der entsprechenden Menge Münzgeld zu verlangen. Die Quittungen hießen „Banknoten“ oder auch „Zettel“ – und die entsprechenden Banken also „Notenbanken“ oder „Zettelbanken“.
Bei der Herausbildung der modernen Banknote, die nur noch von einer Zentralbank herausgegeben werden darf, gab es historisch gesehen sehr unterschiedliche Wege und Banknotenarten:
- Quittungsscheine mit und ohne Zins auf bei Banken oder Juwelieren eingezahltes Münzgeld bzw. Edelmetallbarren. Namen waren zum Beispiel Tresorschein und Kassenanweisung.
- Kaufmännische Wechsel oder wie Banknoten gehandelte Anteilscheine (etwa Aktien, Kuxen)
- Private oder (de facto) staatliche Banknoten („Zettel“), mit und ohne (schuldbefreienden) Annahmezwang und sehr verschiedenen Deckungsvorschriften.
- In Notzeiten übernahmen auch Briefmarken und Lederstücke die Funktion von Banknoten.

### Weitere Entwicklungen
In großem Stil wurde Papiergeld erstmals in Frankreich unter Finanzminister John Law in der kurzen Zeitspanne von 1718 bis 1720 verwendet; diese Episode endete jedoch in einem Fiasko (siehe Mississippi-Blase). Weitere Etappen in Europa waren zum Beispiel die sächsischen und preußischen Staatspapier- und Tresorscheine des 18. Jahrhunderts.
In Österreich wurde 1759 erstmals die Idee zur Ausgabe von Papiergeld konkret erwogen; wegen Bedenken der Kaiserin Maria Theresia wurde sie nicht weiter verfolgt. Angesichts der schweren Belastung des Staatsbudgets durch den Siebenjährigen Krieg gegen Preußen entschloss sich Maria Theresia 1762 zur Ausgabe von Papiergeld: ab dem 1. Juli 1762 gab das Wiener Stadtbanco sogenannte Bancozettel aus.
In Frankreich kamen während der Französischen Revolution um 1791 die Assignaten auf. Weitgehend wertlos geworden wurden sie 1796 durch Territorialmandate ersetzt, die bald darauf ebenfalls ihren Wert und die Eigenschaft eines gesetzlichen Zahlungsmittels verloren.
Durch die Industrialisierung nahm der Handel stark zu; der Bedarf an Zahlungsmitteln stieg. Notenbanken wurden gegründet. Ab dem 19. Jahrhundert wurde die Banknote in Deutschland als Zahlungsmittel neben der Münze allgemein akzeptiert. Die Bürger erkannten die Vorteile bei großen Zahlungen. Zum Beispiel wogen 1000 silberne Zollvereinstaler rund 18 kg, zwei Banknoten über je 500 Taler wenige Gramm.
Da Papiergeld – bezogen auf den Nennwert – kostengünstig herstellbar ist und es oft weder durch vorhandenes Vermögen noch durch genügend erwerbbare Güter gedeckt ist, kann es leicht im Übermaß ausgegeben werden. Dies führt stets zu Teuerung und Kaufkraftverlust des Geldes (Inflation). Aus der Verbindung von Papiergeld mit Krieg und Inflation wurde das Papiergeld bis ins 20. Jahrhundert hinein als wertlos empfunden und mit Misstrauen betrachtet. Emil von Schauß äußerte 1856 in seiner Doktorarbeit Zweifel, die später oft zitiert worden sind. Bereits in den 1820er Jahren verarbeitete der Dichter Johann Wolfgang von Goethe, der als Minister am Hofe des Großherzogtums Sachsen-Weimar-Eisenach auch mit wirtschaftlichen Fragen befasst war und Literatur zur Geldpolitik las, etwa von Henry Thornton die Abhandlung An Enquiry into the Nature and Effects of the Paper Credit of Great Britain (1802), die Kritik am Papiergeld in Form der Tragödie Faust II.

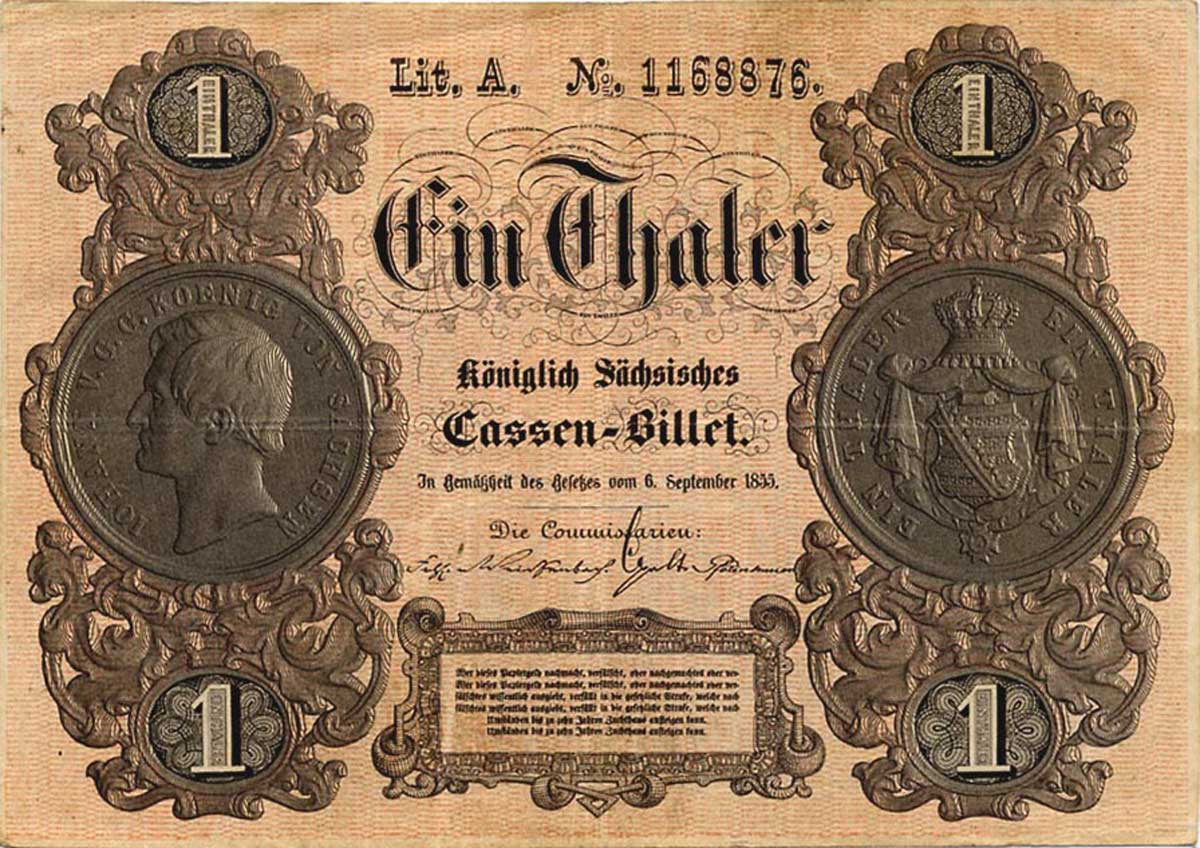
Sächsischer „1-Taler-Schein“ von 1855

Die Churfürstlich Sächsischen Cassen Billets von 1772, mit denen Sachsen als erster deutscher Staat Papiergeld emittierte, erwiesen sich als langfristig relativ kaufkraftstabil.

### Wandel der Deckungspflicht
Das Vertrauen in Papiergeld beruhte ursprünglich darauf, dass es von jedermann jederzeit in Münzgeld umgetauscht werden konnte. Dieses Vertrauen war durch ausreichende Bestände an Münzgeld in den Schatzkammern des Herausgebers begründet. Außerdem wurde der Umtausch in Münzgeld auf der Banknote meist in Textform zugesichert. Als historisches Überbleibsel ohne praktische Bedeutung sind solche Zusicherungen heute noch auf den Banknoten zahlreicher Länder zu lesen. Ein Beispiel aus England: Bank of England: I promise to pay the bearer on demand the sum of 5 Pounds (hier in Sterlingsilber gemeint).
Zunächst bestand Deckungspflicht: Die ausgegebenen Banknoten mussten also durch Kurantmünzbestände bzw. durch Edelmetallbarren abgesichert („gedeckt“) sein. Im Laufe des 19. Jahrhunderts ging die Deckungspflicht mit dem Wandel vom Silberstandard zum Goldstandard meist von Silber auf Gold über. Die Deckungspflicht sollte das Vertrauen in die ausgegebenen Banknoten stärken.
Mit der Zeit überstieg aber die Menge des „Papiergeldes“ die Menge an Münzen und Edelmetallen deutlich, was dadurch ermöglicht wurde, dass meist nicht alle Banknoten zum Umwechseln in Kurantmünzen präsentiert werden. Die deutsche Reichsbank brauchte zur Kaiserzeit zum Beispiel ihre Banknoten nur noch zu einem Drittel mit Gold abzudecken, obwohl theoretisch jeder Schein eigentlich gedeckt hätte sein müssen (siehe Mark). Für das Giralgeld gab es überhaupt keine Deckungsvorschriften (siehe jedoch Mindestreserve).
Heute ist die Pflicht, Banknoten durch Bestände an Kurantmünzen oder anderweitigen Silber- oder Goldbeständen zu decken, allgemein aufgehoben. Die Aufhebung der Deckungspflicht der weltweit meisten Banknoten begann wohl um den Anfang des Ersten Weltkrieges, obwohl es damals in einigen wenig industrialisierten Ländern auch schon vor 1915 ungedeckte Banknoten zum Zwangskurs gab.

### Einige historische deutsche Bezeichnungen für staatliche Banknoten
- Tresorscheine (um 1800)
- Kassenanweisung (um 1860)
- Reichskassenscheine (1874–1914)
- Reichsbanknoten (1875–1948)
- Darlehnskassenscheine (1914–1922)
- Rentenmarkscheine (1923–1948)

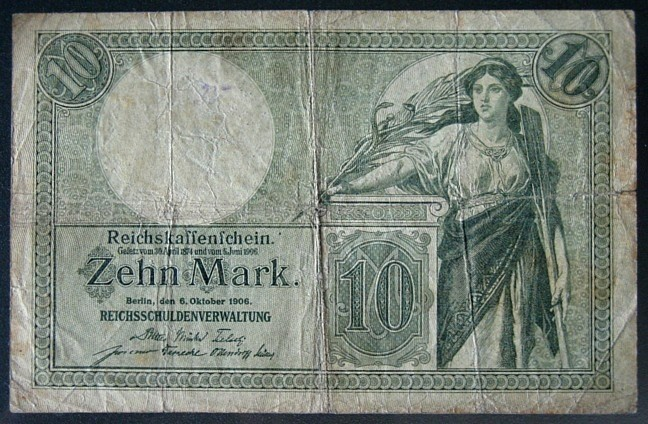
Reichskassenschein
6. Oktober 1906

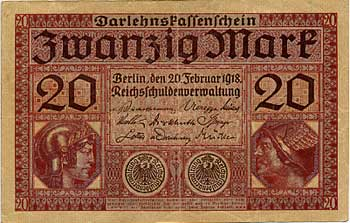
Darlehnskassenschein
20. Februar 1918

- Buschnoten (1917, Deutsch-Ostafrika)

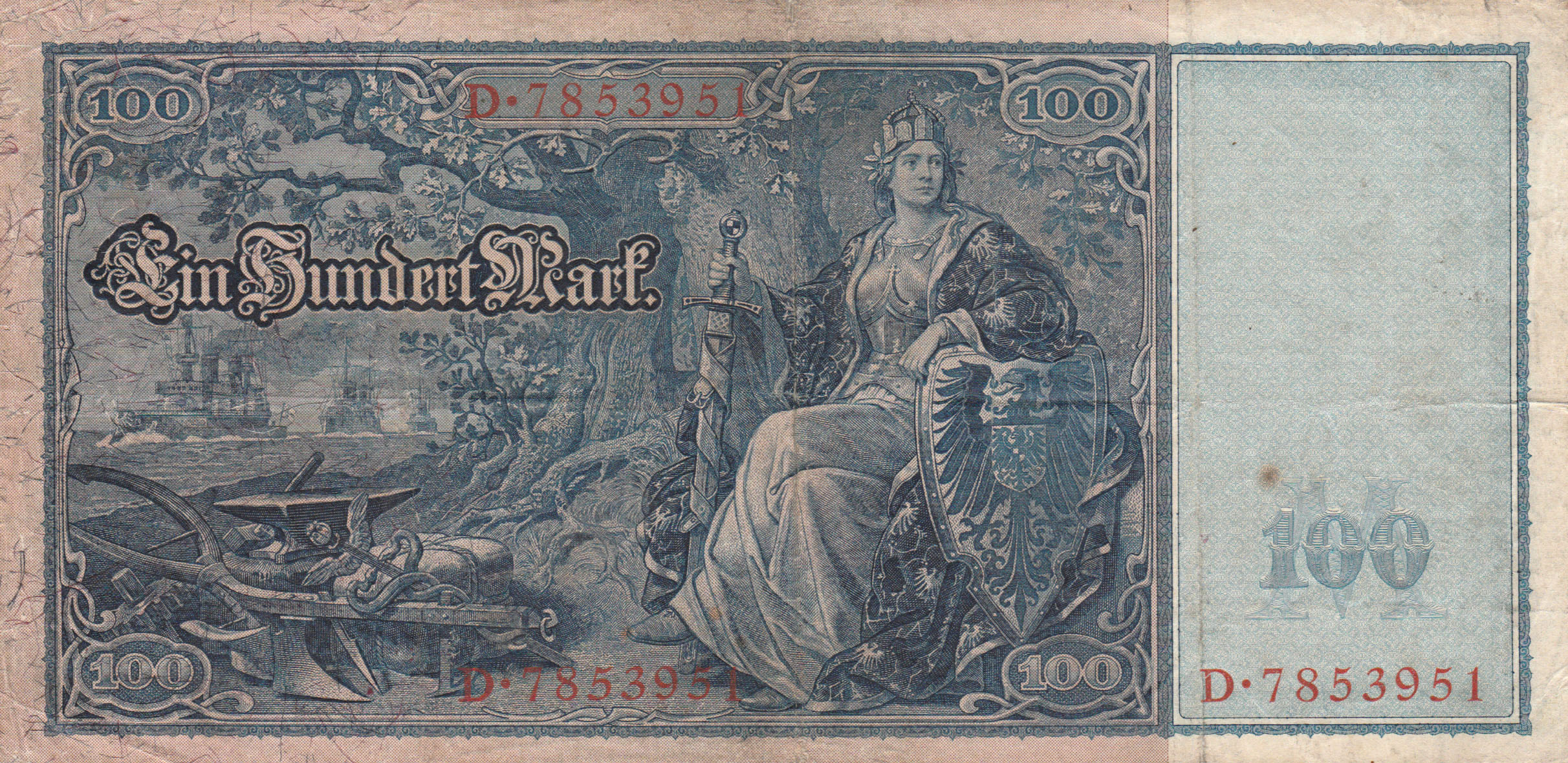
Reichsbanknote 21. April 1910 (Rückseite)
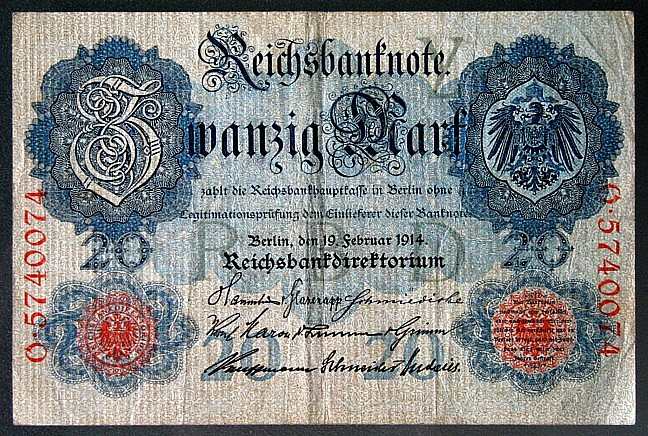
Reichsbanknote 19. Februar 1914
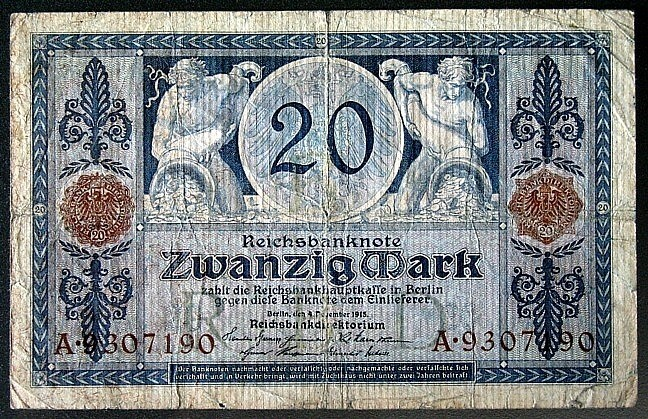
Reichsbanknote 4. November 1915
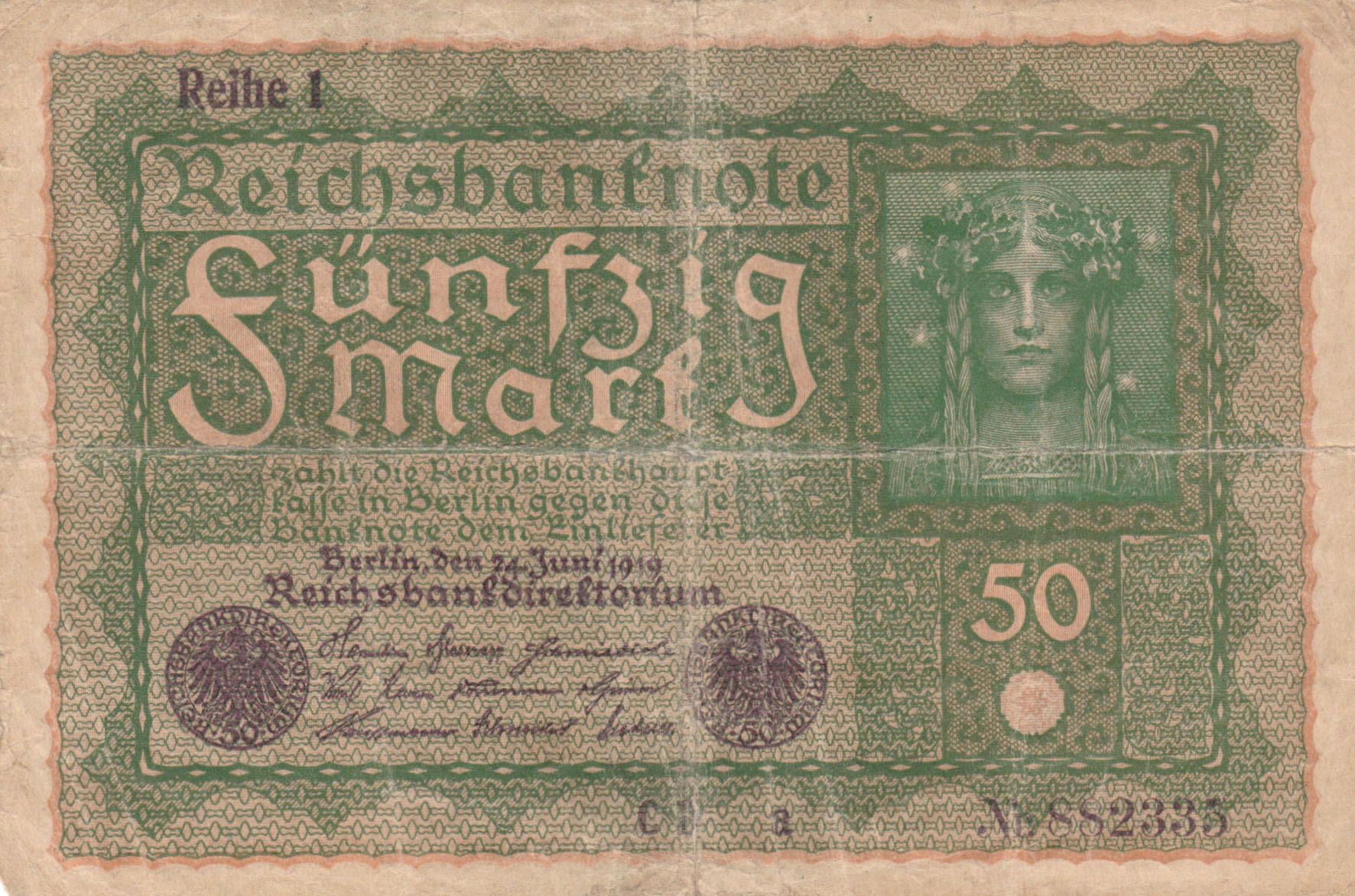
Reichsbanknote 24. Juni 1919
Reichsbanknote 23. Juli 1920

## Geldscheinsammlungen
Die größten Geldscheinsammlungen der Welt befinden sich im Besitz der Giesecke+Devrient Stiftung Geldscheinsammlung in München (300.000 Banknoten), des Geldmuseums der Deutschen Bundesbank in Frankfurt am Main (260.000 Banknoten), der Smithsonian Institution in Washington, D.C. und des Britischen Museums in London.
Es gibt weltweit ca. 3000 registrierte private Sammler. Verglichen mit Sammlern von Briefmarken oder Münzen sind das sehr wenige, ihre Zahl nimmt aber kontinuierlich zu. Die Banknotensammler haben sich in der International Bank Note Society (IBNS, gegründet 1961) mit Sitz in den USA zusammengeschlossen. Die Vereinigung gibt viermal jährlich ein Informationsjournal heraus sowie in regelmäßigen Abständen ein Adressbuch aller Mitglieder, damit sich die Sammler gegenseitig Informationen und Geldscheine zukommen lassen können.
Kleinere Sammlungen an Geldscheinen befinden sich weiterhin z. B. im Germanischen Nationalmuseum (15.000 Banknoten und Notgeldscheine), dem Städtischen Museum Braunschweig (16.000 Geldscheine) und in der Stiftung Deutsches Historisches Museum (60.000 Banknoten).

## Diebstahlschutzvorrichtungen
Diebstahlschutzvorrichtungen machen gestohlene Banknoten unbrauchbar und damit wertlos. So reduzieren sie das Risiko, dass Einzelhändler, Banken und andere Personen, die beruflich mit Bargeld zu tun haben, Opfer von Verbrechen werden. Gemäß den Richtlinien der EZB erfordert der Umtausch von Banknoten, die durch eine Diebstahlschutzvorrichtung beschädigt wurden, eine schriftliche Stellungnahme zur Ursache.

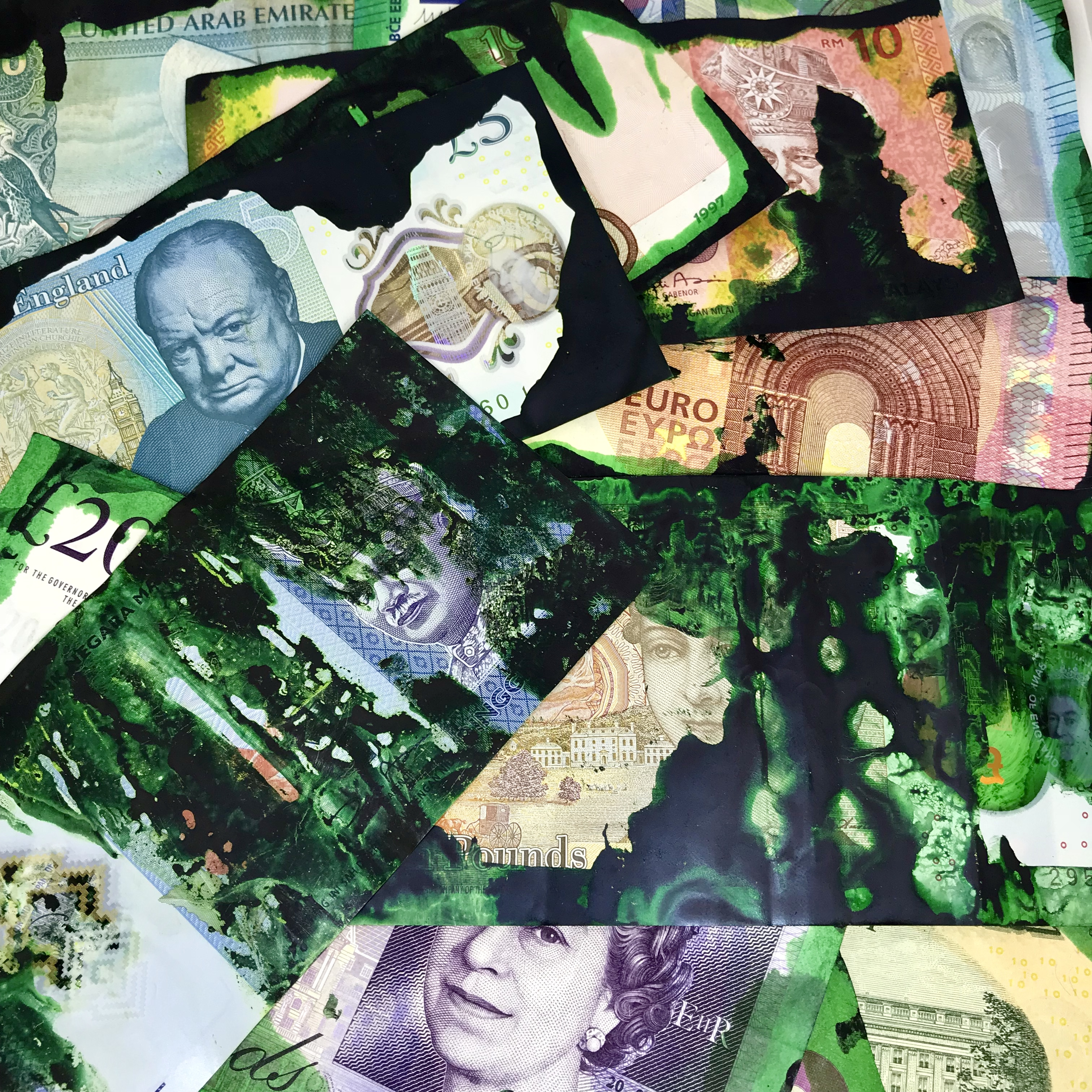
Mit IBNS-Tinte eingefärbte und ungültig gemachte Banknoten
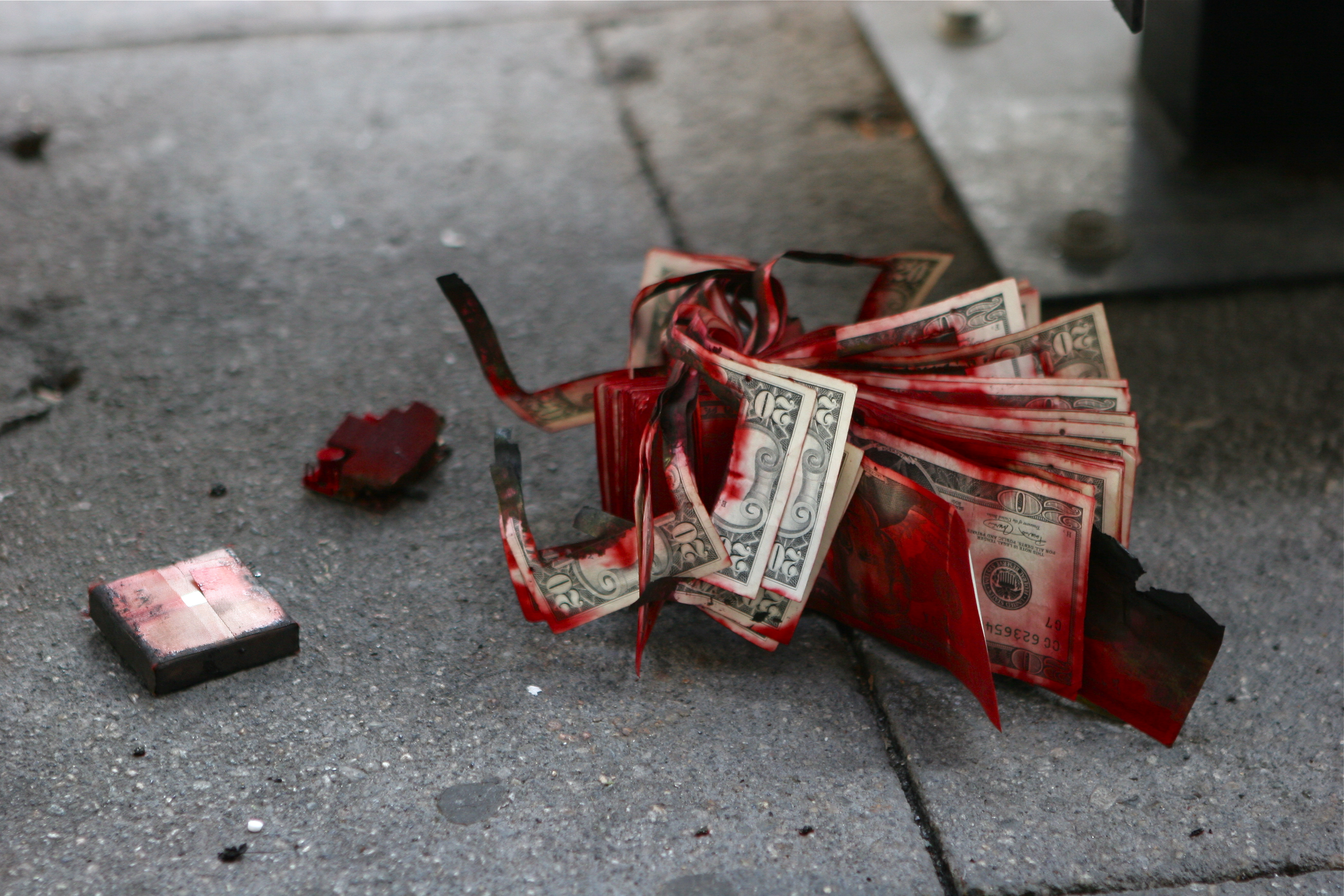
Mit einem Sicherheitspäckchen zerstörte Banknoten (aus einem Banküberfall in den USA)

### Intelligent Banknote Neutralisation System
IBNS (Intelligent Banknote Neutralisation System) ist ein Sicherheitssystem, das Banknoten vor einem unautorisierten Zugriff schützt, indem es diese im Fall eines Angriffs durch Aufbringung einer Substanz (Tinte, Klebstoff) unbrauchbar macht. Diese Technologie wird vorwiegend bei Werttransporten und in Geldautomaten eingesetzt, um geraubte Banknoten zu markieren und deren Einlösung zu erschweren und zu verhindern. Landesspezifische Gesetze legen fest, ob der Einsatz von IBNS bestimmten Regeln unterworfen (z. B. in Deutschland und Belgien) oder ungeregelt ist (z. B. in Österreich und der Schweiz). Die Deutsche Bundesbank sieht darin eine Chance, die "Entdeckungswahrscheinlichkeit nach dem Diebstahl von Banknoten zu erhöhen sowie gleichzeitig den finanziellen Wert der Beute zu reduzieren […] und Personal sowie Sachwerte der Bargeldakteure zu schützen", sie überlässt aber die Entscheidung den Geschäftsbanken und Werttransportunternehmen.

### Sicherheitspäckchen
Ein Sicherheitspäckchen oder Alarmpaket ist eine passive Maßnahme gegen Banküberfälle. Das Sicherheitspäckchen wird in einem präparierten Geldbündel versteckt und soll während der Flucht des Räubers explodieren und Farbe (Farbbombe), Tränengas oder andere Chemikalien freisetzen.

## Ende im Schredder
Geldscheine verschleißen im Umlauf durch manuelle und maschinelle Handhabung. In den Geschäftsbanken werden regelmäßig verschmutzte oder beschädigte Geldscheine aussortiert und als nicht mehr umlauffähig an die Zentralbank zurückgegeben, die sie unter strenger Überwachung mit einem speziellen Abrissschredder vernichtet, der ähnlich wie ein Aktenvernichter arbeitet. Die Schnipsel sind typisch 1,5 mm × 15 mm groß und entsprechen der Sicherheitsstufe P-5 nach DIN 66399-2. Sie können mit einer Brikettierpresse zu runden Pellets mit ca. 65 mm Durchmesser oder zu Briketts mit einem Querschnitt von ca. 120 × 50 mm² (abbrechend, Dichte 0,55 g/cm³) verpresst werden, damit sich der Ausstoß besser entsorgen lässt und verbrannt oder kompostiert werden kann. Eine weitere Möglichkeit bietet die Beimischung von Schnipseln in die Rohmasse der Ziegelproduktion, so dass beim Brennen kleine isolierende Hohlräume entstehen. Von einigen Zentralbanken werden die Schnipsel auch als Souvenir ausgegeben.
In Deutschland wurden zur Zeit der D-Mark 1000 bis 2400 Tonnen Banknoten pro Jahr geschreddert. Während der Umstellung auf Eurobanknoten im Jahr 2002 wurden besonders viele DM-Geldscheine aus dem Verkehr gezogen. Im Jahr 2017 hat die Deutsche Bundesbank ungefähr 1 Mrd. Eurobanknoten entsprechend einem Gewicht von etwa 1000 Tonnen vernichtet.

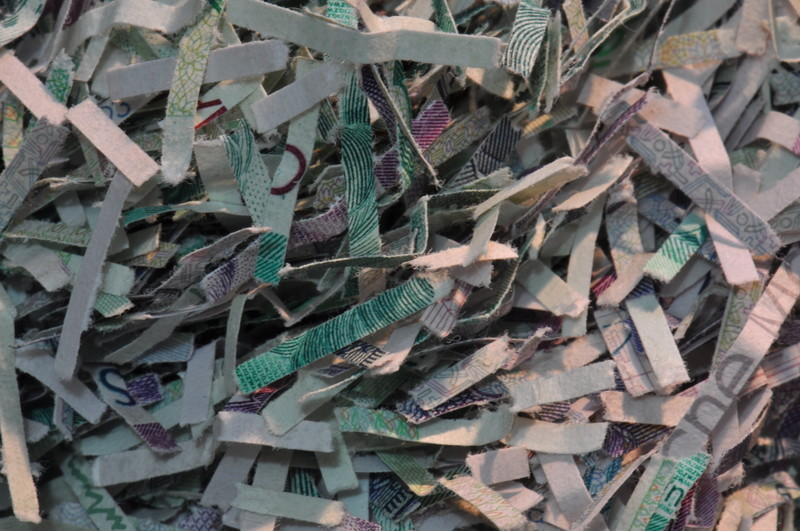
Schnipsel von geschredderten DM-Banknoten
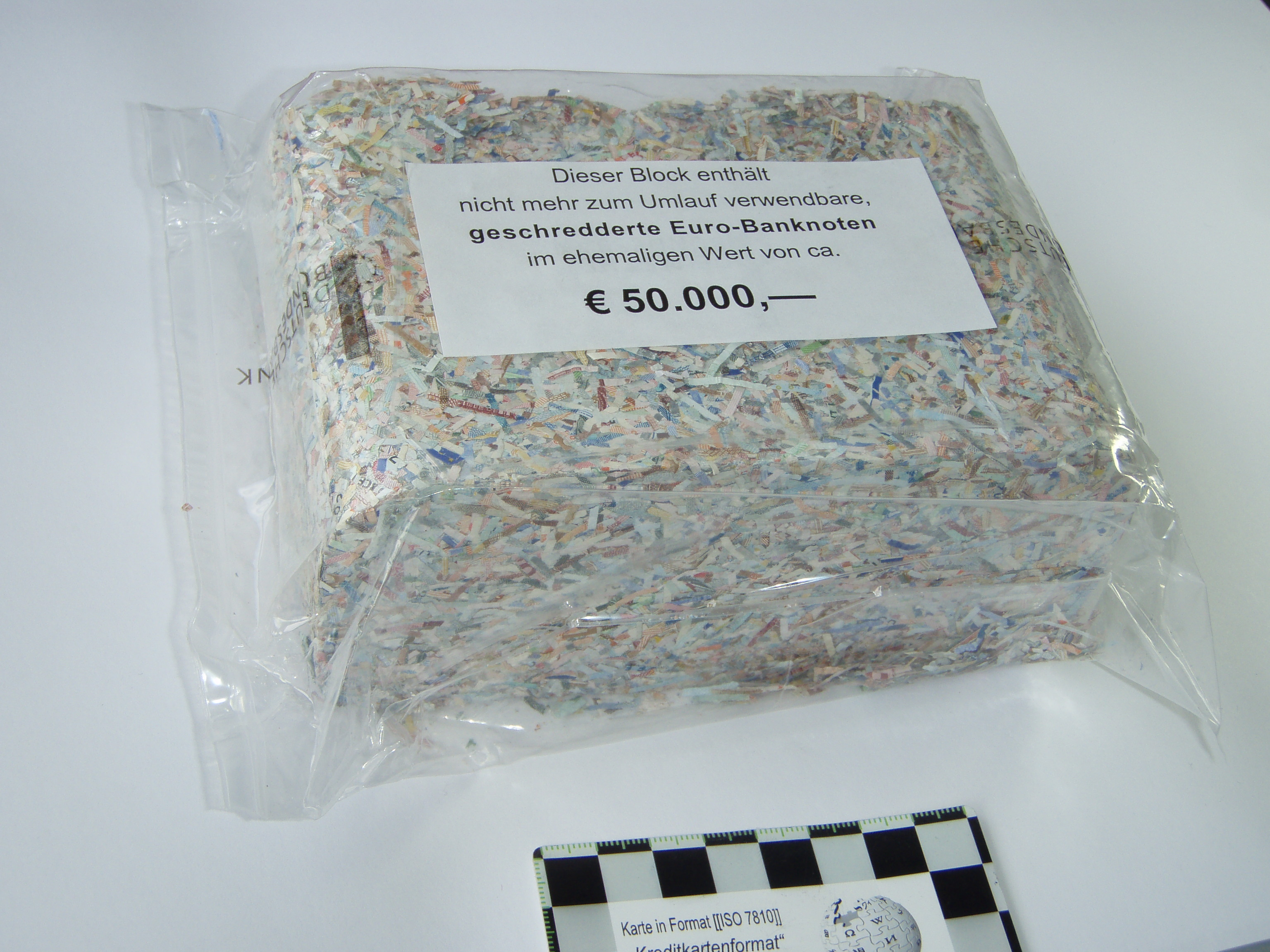
Geschredderte und brikettierte Eurobanknoten der Deutschen Bundesbank (ca. 1 kg)
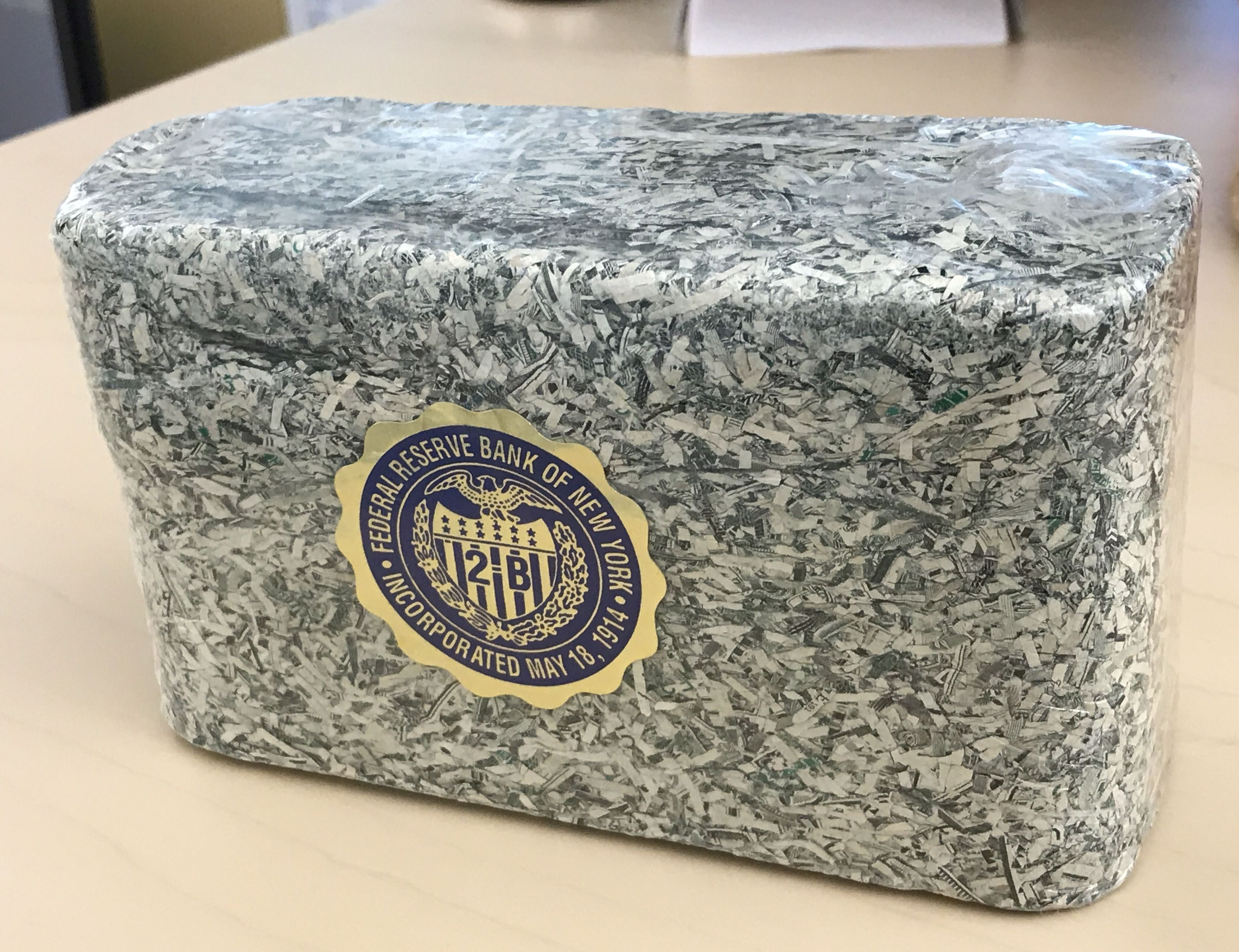
Geschredderte und brikettierte US-Dollar der Federal Reserve Bank of New York (ca. 1000 Stück, 1 kg)